# 第51回国民体育大会
第51回国民体育大会（だい51かいこくみんたいいくたいかい）は、1996年の1月26日から10月17日までの期間、広島県の広島市を主な会場として開催された。大会スローガンはいのちいっぱい、咲きんさい!、大会マスコットはもみじをモチーフとした咲ちゃん。

## ハイライト
1月26日から栃木県日光市他で冬季大会スケート・アイスホッケー競技会（日光杉並木国体）が、2月20日からは岐阜県朝日村（現:高山市）他でスキー競技会（ぎふスズラン国体）が行われた。
夏季・秋季大会は1994年に行われたアジア競技大会の会場をそのまま使用した。

## 競技と会場
- スケート - 栃木県日光市・アーデル霧降スポーツバレイ 他
- スキー - 岐阜県大野郡朝日村（現:高山市）・鈴蘭高原スキー場 他
- バイアスロン - 岐阜県大野郡久々野町（現:高山市）・あららぎ湖特設バイアスロン会場
- アイスホッケー - 栃木県日光市・県立日光霧降アイスアリーナ 他
- 水泳 - 福山市、広島市・福山市緑町公園屋内競技場 他
- 漕艇 - 福山市・芦田川漕艇場
- ヨット - 呉市・阿賀マリノポリス地区マリーナ
- カヌー - 高田郡八千代町（現:安芸高田市）・八千代湖カヌー競技場 他
- ボウリング - 広島市・ヒロシマアリーナ 他
- 陸上 - 広島市・広島ビッグアーチ[1]
- サッカー - 安芸郡府中町、広島市、三次市・揚倉山健康運動公園球技場 他
- テニス（庭球） - 尾道市・広島県立びんご運動公園テニスコート
- ホッケー - 広島市、山県郡千代田町（現:北広島町）・広島広域公園第二球技場 他
- ボクシング - 広島市・中区スポーツセンター
- バレーボール - 広島市、呉市、三次市、府中市、高田郡吉田町（現:安芸高田市）、山県郡加計町（現:安芸太田町）・猫田記念体育館 他
- 体操 - 広島市・広島サンプラザホール
- バスケットボール - 広島市、呉市・安佐北区スポーツセンター 他
- レスリング - 豊田郡大崎町（現:大崎上島町）、豊田郡東野町（現:大崎上島町）・大崎町立中野小学校体育館 他
- ウエイトリフティング - 東広島市・東広島運動公園体育館
- ハンドボール - 広島市、高田郡甲田町（現:安芸高田市）・佐伯区スポーツセンター 他
- 自転車 - 広島市、世羅郡世羅町、世羅郡世羅西町（現:世羅町）、世羅郡甲山町（現:世羅町）・広島競輪場 他
- ソフトテニス（軟式庭球） - 因島市（現:尾道市）・因島運動公園テニス場
- 卓球 - 大竹市・大竹市総合体育館
- 軟式野球 - 福山市、沼隈郡沼隈町（現:福山市）・福山市竹ヶ端運動公園野球場 他
- 相撲 - 竹原市・総合公園バンブー・ジョイ・ハイランド竹原市体育館
- 馬術 - 神石郡三和町（現:神石高原町）・サンワの森馬術競技場
- 柔道 - 廿日市市・廿日市市スポーツセンター
- ソフトボール - 尾道市、竹原市、三原市、御調郡御調町（現:尾道市）、賀茂郡大和町（現:三原市）・広島県立びんご運動公園球技場 他
- フェンシング - 福山市・福山市体育館
- バドミントン - 三原市・三原リージョンプラザ
- 弓道 - 広島市・広島県立総合体育館弓道場 他
- ライフル射撃 - 山県郡筒賀村（現:安芸太田町）・つつがライフル射撃場
- クレー射撃 - 高田郡八千代町（現:安芸高田市）・広島国際射撃場
- 剣道 - 佐伯郡大野町（現:廿日市市）、佐伯郡宮島町（現:廿日市市）・大野町体育館 他
- ラグビー - 広島市、東広島市・広島県総合グランドメインスタジアム 他
- 山岳 - 佐伯郡湯来町（現:広島市）、佐伯郡佐伯町（現:廿日市市）、佐伯郡吉和村（現:廿日市市）、大竹市・天上山縦走会場 他
- 空手道 - 庄原市・庄原市総合体育館
- 銃剣道 - 安芸郡倉橋町（現:呉市）・町立町民総合体育館
- アーチェリー - 呉市・マツダ健保スポーツセンター多目的グランド
- なぎなた - 比婆郡西城町（現:庄原市）・道後山高原総合体育館
- 高校野球（硬式） - 呉市・呉市営二河野球場
- 高校野球（軟式） - 比婆郡東城町（現:庄原市）・東城中央運動公園野球場
- スポーツ芸術 - 広島市・広島郵便貯金ホール[2]　他

## 総合成績

### 天皇杯
- 優勝:広島県
- 準優勝:大阪府
- 第3位:東京都

### 皇后杯
- 優勝:広島県
- 準優勝:大阪府
- 第3位:東京都

## 主な式典音楽
- 広島県スポーツ賛歌「虹の輝き」（細川俊夫）
- ひろしま国体イメージソング「砂漠のバラ」（森公美子）

## 外部サイト
- 日体協による第51回国体概要